# Sädesslag

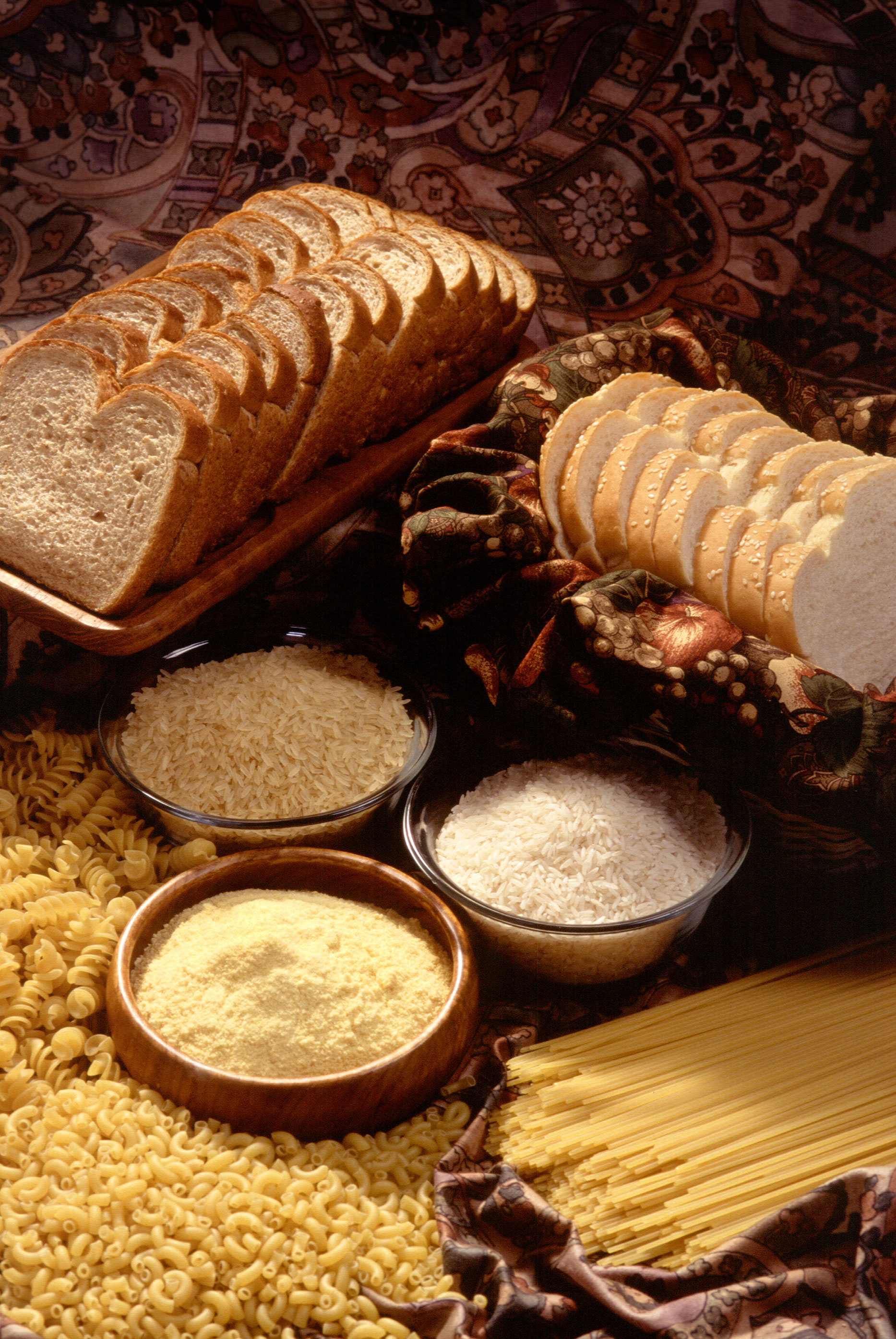
Produkter av olika spannmål.

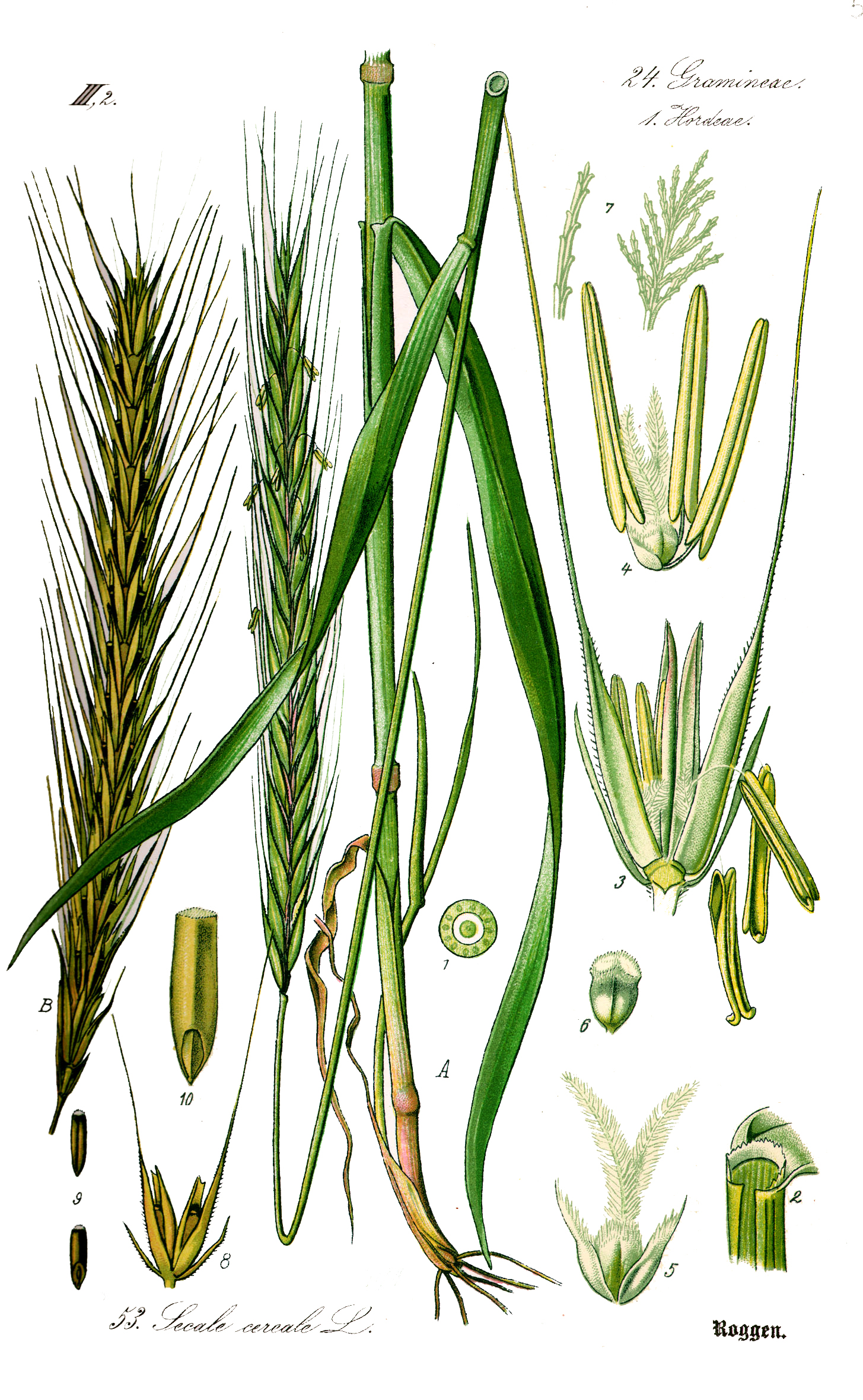
Råg, ett vanligt sädesslag.

Sädesslag eller (strå)säd kallas de gräsväxter vars frön används som mat. Ofta används de fyra sädesslagen som ett vanligt förekommande samlingsbegrepp för de viktigaste förekommande sädesslagen i Nordeuropa. Dessa är vete, havre, korn och råg.  Från järnåldern och fram till 1900-talet var det i princip bara dessa fyra sädesslag som haft någon betydelse för nordeuropeiskt jordbruk. Numera odlas rågvete som ett femte sädesslag, i Sverige på 3% av spannmålsarealen. Globalt är även ris, majs, hirs och durra viktiga sädesslag.
Stråsäd är ett av spannmålsslagen, där de övriga är trindsäd (ärter, bönor, vicker, linser, lupiner m.fl.), samt pseudosädesslagen bovete och quinoa. Med spannmål menas alltså den del som skördas, det vill säga själva fröet.

## Användning
Fröna (som kan kallas säd, sädeskorn, cerealier eller spannmål) tas om hand för att till exempel malas till mjöl, valsas och klippas till gryn eller ångprepareras och valsas ut till flingor. Resten av växten blir till halm. För att förbättra hållbarheten torkas spannmålen vanligen i en spannmålstork.

## Historik

### Förhistorisk tid
Olika slags spannmål började odlas för mer än 10 000 år sedan och förändrade människans livsbetingelser i grunden.
I nuvarande Sverige är de äldsta spannmålsfynden nakenkorn i Skåne från cirka 4 000 f.Kr. Något yngre är fynd av skalvete (enkornsvete och emmervete) samt speltvete. Korn (nakenkorn och skalkorn) och vete förekommer i varierande grad fram till förromersk järnålder, cirka 500 f.Kr. Då försvinner nakenkorn och istället blir skalkorn det vanligaste sädesslaget fram till förmodern tid.

### Förmodern tid
Omkring år 1560 dominerar kornet med omkring två tredjedelar av totalskörden i Sverige. I början av 1800-talet utgör korn och råg vardera omkring 40% av sädesodlingen, vete endast några få procent och havre knappt 20%. I början av 1900-talet är havre det största sädesslaget i Sverige. 
I Sverige fick jordbruksdrängarna ca 70 % av sitt kaloriintag från spannmål, under 1600- och 1700-talet närmre 80–90 %. I början av 1600-talet genomfördes en måttreformation då en tunna spannmål sattes till 146 liter. 

### Modern tid
Odling av spannmål sker i hela världen och är en snabbt växande industri. Sedan 1960-talet har spannmålsproduktionen ökat med cirka 30 procent varje årtionde.
Odlingen av spannmålsprodukter är främst ämnad för kommersiellt bruk, eftersom självförsörjning inte gynnar familjen mer än vad den gör för exporten av varan.

## Etymologi
- Spannmål är ett gammalt ord, som kan härledas från fornsvenska spannamal, och var en sorts skatt, som utgick i form av en viss mängd säd plus en bit tyg av viss storlek. Ytterst betyder spannamal mätning i spannar. Mängden av ett spannamal var 2 spann och 3 mal. [9]
- Cerealier härleds från latin cerealis = "som hör till säden", egentligen sädesgudinnan Ceres, [9] vars insignier är en skära och en vetekärve.

## Urval av sädesslag
Vetesläktet

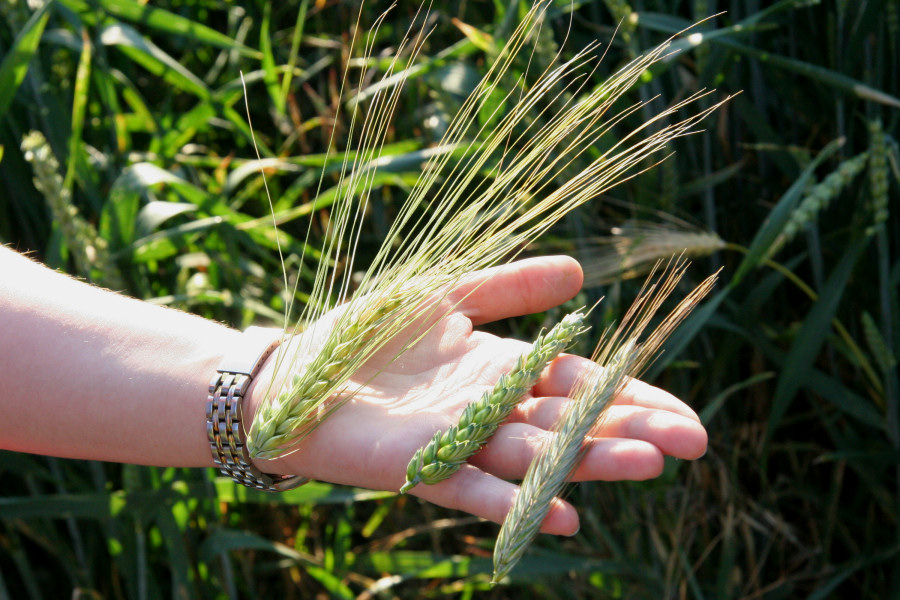
Ax av korn, vete och råg.

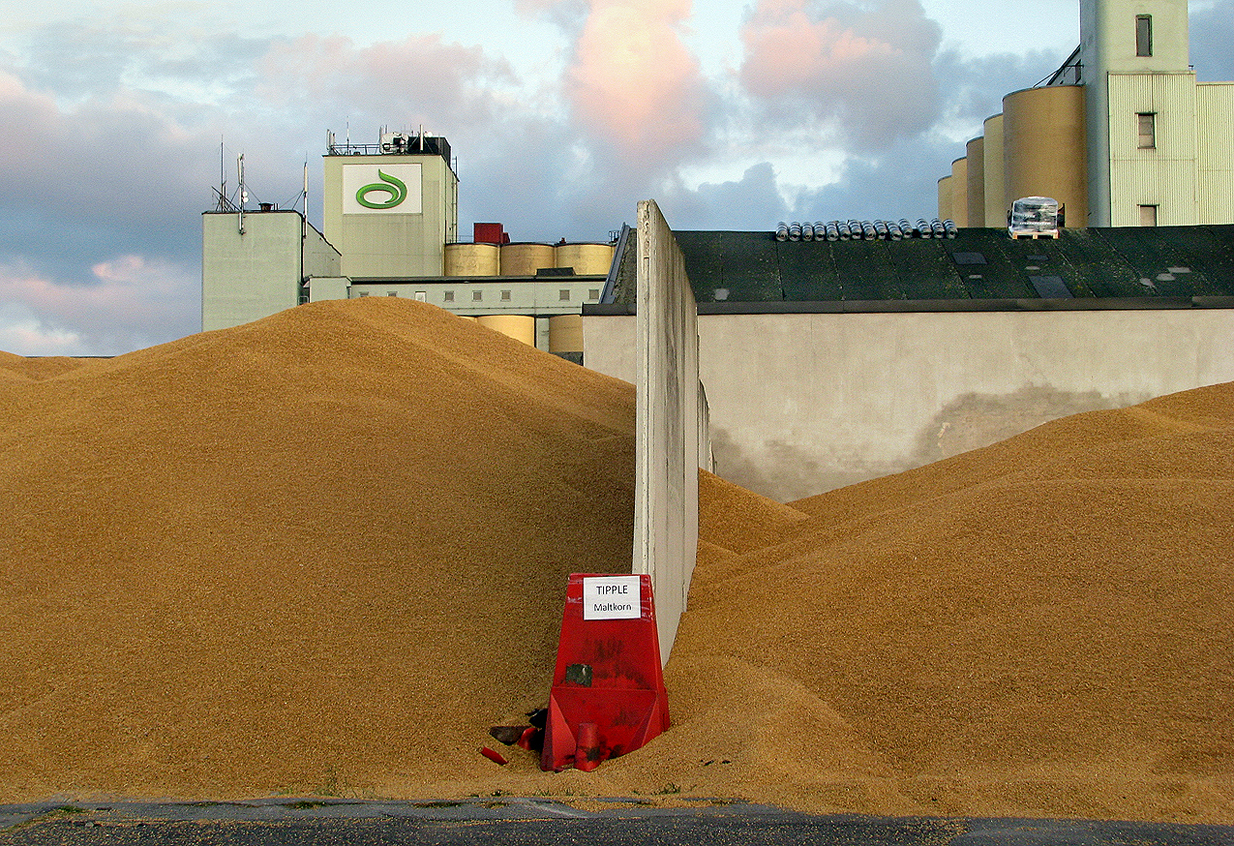
Högar med maltkorn utanför Lantmännens silor i Ystad 2009.

- Vete innehåller gluten och kan malas till mjöl eller valsas till flingor och används i kakor, bullar och matbröd. Grahamsmjöl är fullkornsmjöl av vete, och både grahamsmjöl/-gryn och mannagryn används till gröt. Vetemjöl kan användas till "finare" gröt (vit mjölgröt[10] eller silkesgröt,[11][12] kokad på mjölk). Veteöl är inte så vanligt i Sverige, men däremot i Tyskland.
- Durumvete innehåller också gluten och används ofta till pasta. Det odlas bland annat runt Medelhavet, varifrån huvudmängden av den europeiska pastan kommer.
- Dinkel är ett gammalt sädesslag, som ånyo börjat nyttjas för bakning. I likhet med andra vetesorter innehåller det gluten. I Sverige odlas det i större utsträckning på Gotland.

Kornsläktet
- Korn innehåller gluten och är en viktig del i tunnbröd. Mältat korn används i framställningen av öl och whisky.

Råg
- Råg kan malas till mjöl eller valsas till flingor och bakas till bröd, till exempel knäckebröd. Även råg innehåller gluten.

Havre
- Havre används bland annat för att göra havregryn. En vegetabilisk mjölk, havremjölk, tillverkas av havre. Hästar utfodras ofta med havre, som är energirikt och gör dem pigga.

Majssläktet
- Majs kommer ursprungligen från Amerika och kan poppas till popcorn, malas till majsmjöl, frampressas till majsolja eller pressas och ångtorkas till cornflakes. Det är en basföda i Sydamerika, där det ofta bakas som pannkakor. Varma kokta majskolvar med smör är en delikatess.

Rissläktet
- Ris äts ofta kokt eller ångkokt och är en basföda i många länder, bland annat i de asiatiska. Risvin, saké, tillverkas av ris och håller ungefär 20 procent alkohol. Ris kan uppta arsenik ur jorden.[13]

Hirs, som odlades redan under förhistorisk tid, är en av världens äldsta kulturväxter. Omkring år 2700 f.Kr. var hirsen ett av de viktigaste sädesslagen i Kina.
Rågvete används mest till djurfoder.
Durrasläktet
- De flesta varianter av durra har sitt ursprung i Afrika. Durra kan användas till matlagning, foder eller för alkoholtillverkning.

Fonio
Teff är ett afrikanskt sädesslag. Det traditionella etiopiska och eritreanska brödet injera bakas av teff.

### Sjukdomar
De olika sädesslagen kan drabbas av sjukdomar och parasiter. Några av dem är mjöldagg, svartrost, mjöldryga och axfusarios.

## Pseudosädesslag
Pseudosädesslag kallas de icke-gräsväxter som används på samma sätt som sädesslag (riktiga sädesslag är gräsväxter). Två exempel är bovete och quinoa/mjölmålla, som inte är sädesslag, utan örter av andra växtfamiljer. Bovete är släkt med rabarber, men dess frön används som vete. Dock innehåller bovete inte gluten. Bovete är huvudingrediens i blinier (ryska plättar). Mjölmålla är en målla, det vill säga den tillhör samma släkte som till exempel svinmålla. Även  rävsvans och blodamarant som tillhör amarantsläktet kan räknas till pseudosädesslagen.

### Allmänna källor
- Wiking Leino, Matti (2017). Spannmål. Svenska lantsorter. Stockholm. Läst 22 november 2017